# Rufus Wainwright
Rufus Wainwright (Rhinebeck, Nueva York; 22 de julio de 1973) es un cantautor y compositor estadounidense-canadiense.
Es hijo de los cantantes de folk Loudon Wainwright III y Kate McGarrigle, y hermano de la también cantante Martha Wainwright.
Empezó a tocar el piano con seis años y a los trece años hizo giras con el grupo "The McGarrigle Sisters and Family", un grupo folk que incluía a Rufus, su hermana Martha, Kate & Anna McGarrigle. Alrededor de los veinte años comenzó su etapa solista, y desde entonces se ha convertido en un reconocido artista. Su música tiene marcadas influencias líricas que van desde la ópera hasta la chanson francesa, pasando por el musical.

## Biografía
Rufus Wainwright supo que era homosexual en los primeros años de su adolescencia, pero no fue sino unos años después que pudo asumirlo ante su familia. En declaraciones, ha dicho que ese proceso fue «traumático», pues ocurrió en la época en la que se empezó a conocer el VIH/sida y, debido a la desinformación, vivió varios años convencido de que él también sería víctima de la pandemia: «Durante cinco años aproximadamente, pensé que iba a morir (a causa del SIDA), porque empecé a tener sexo a muy temprana edad». Públicamente se declaró gay desde los inicios de su carrera, lo que de alguna manera le convirtió en un icono.
Cuando Rufus tenía solo 14 años, fue atracado y violado en el Hyde Park de Londres, después de haber conocido a un hombre en un bar. Este suceso empeoró sus temores y desencadenó una época compleja de su vida.
Ha colaborado en varias bandas sonoras de películas como Les aventuriers du timbre perdu - I'm a-runnin', El aviador (de Martin Scorsese), El diario de Bridget Jones, Yo soy Sam, Zoolander, Shrek, Moulin Rouge y Brokeback Mountain, entre otras. También ha compuesto la canción para el anuncio de Antidote, el primer perfume masculino creado por los diseñadores de moda Viktor and Rolf. También ha colaborado posando desnudo en unas camisetas para la campaña del diseñador Marc Jacobs contra el cáncer de piel.
En 2007, ofreció un atípico concierto en el Carnegie Hall de Nueva York, donde acometió el desafío de reinterpretar fielmente un legendario recital de Judy Garland. De dicho show se publicó posteriormente un disco.
En abril de 2008, Rufus anunció que emprendería una nueva gira «por dinero», con el fin de abordar después su siguiente proyecto: una ópera. Su pretensión es retirarse de la música pop para volcarse en ese género musical.
El 9 de julio de 2009 estrena en Mánchester su primera ópera, Prima Donna, que no fue bien aceptada por la crítica.[cita requerida]
En 2010 salió su disco All Days Are Nights: Songs for Lulu, en el que muestra su interior sin escrúpulos. La gira estuvo marcada por una serie de conciertos en los que aparecía en el escenario ataviado de negro riguroso y pedía al público que no aplaudiesen entre canción y canción, interpretando así el disco completo en la primera parte del concierto. De esta manera, Rufus quiso homenajear a su madre, Kate McGarrigle, recientemente fallecida.
El 24 de abril de 2012 publicó su séptimo álbum, titulado Out of the Game. Según el propio cantante, es su disco más bailable y masculino.
En 2018 estrena en Toronto su segunda ópera, Hadrian, sobre la legendaria figura del emperador romano Adriano.

## Vida privada
Wainwright se casó el 23 de agosto de 2012 con Jörn Weisbrodt, su pareja desde 2005. Tiene una hija, Viva Katherine Wainwright Cohen, nacida el 2 de febrero de 2011 (concebida mediante la donación de esperma de Wainwright) con Lorca Cohen, hija de Leonard Cohen. Vive con su madre.

## Álbumes

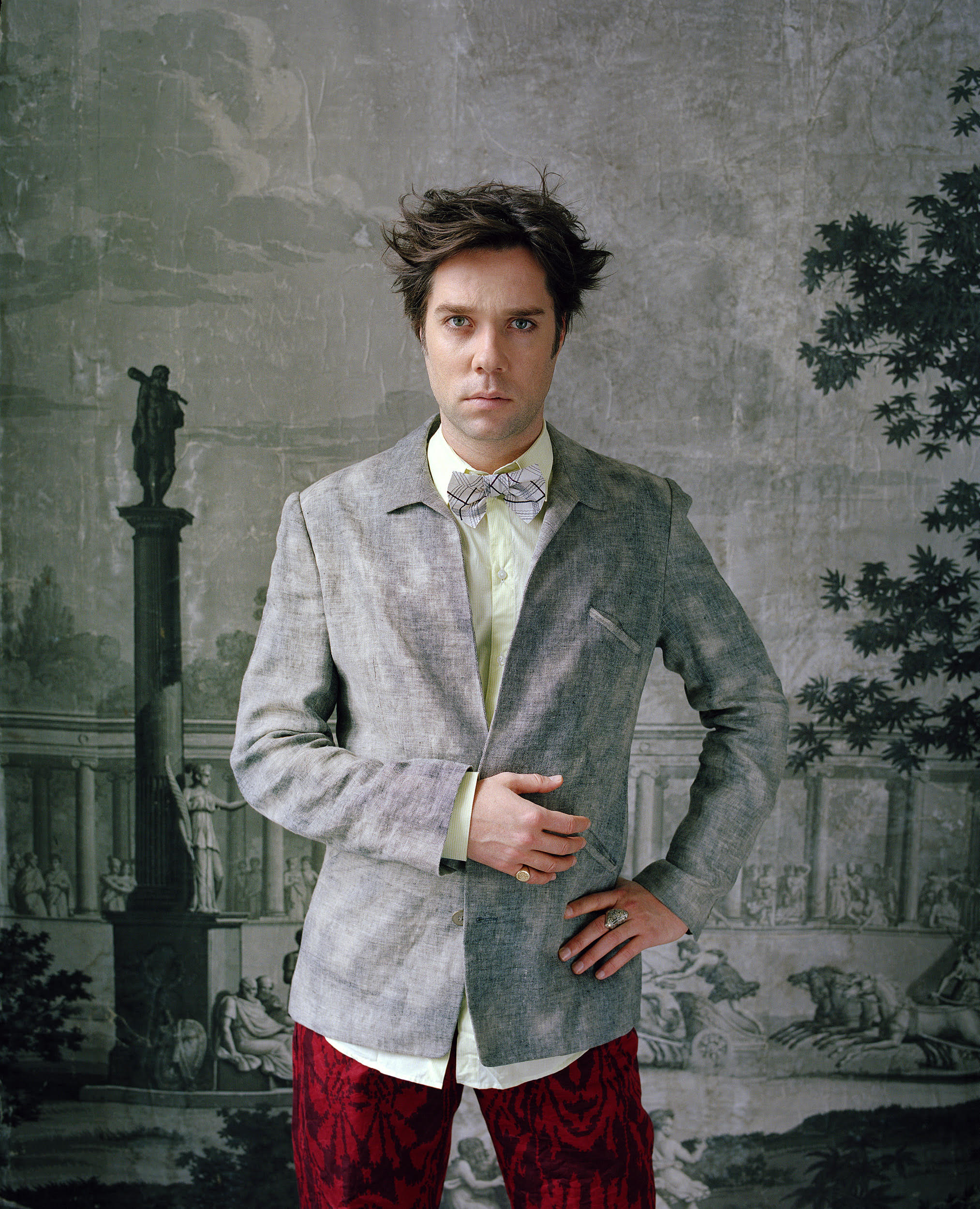
Rufus Wainwright fotografiado por Oliver Mark, Berlin 2010

- Rufus Wainwright (1998, DreamWorks)
- Poses (2001, DreamWorks)
- Want One (2003, DreamWorks)
- Waiting for a Want (EP; 2004, DreamWorks)
- Want Two (2004, DreamWorks/Geffen)
- Alright Already (EP; 2005, DreamWorks/Geffen)
- Release the Stars (2007, Geffen)
- Rufus Does Judy at Carnegie Hall (4 de diciembre de 2007)
- Milwaukee at Last!!! 2009
- All Days Are Nights: Songs for Lulu (2010)
- Out of the Game (2012)
- Take All My Loves: 9 Shakespeare Sonnets (2016)
- Unfollow the Rules (2020)
- Folkocracy (2023)

## Sencillos

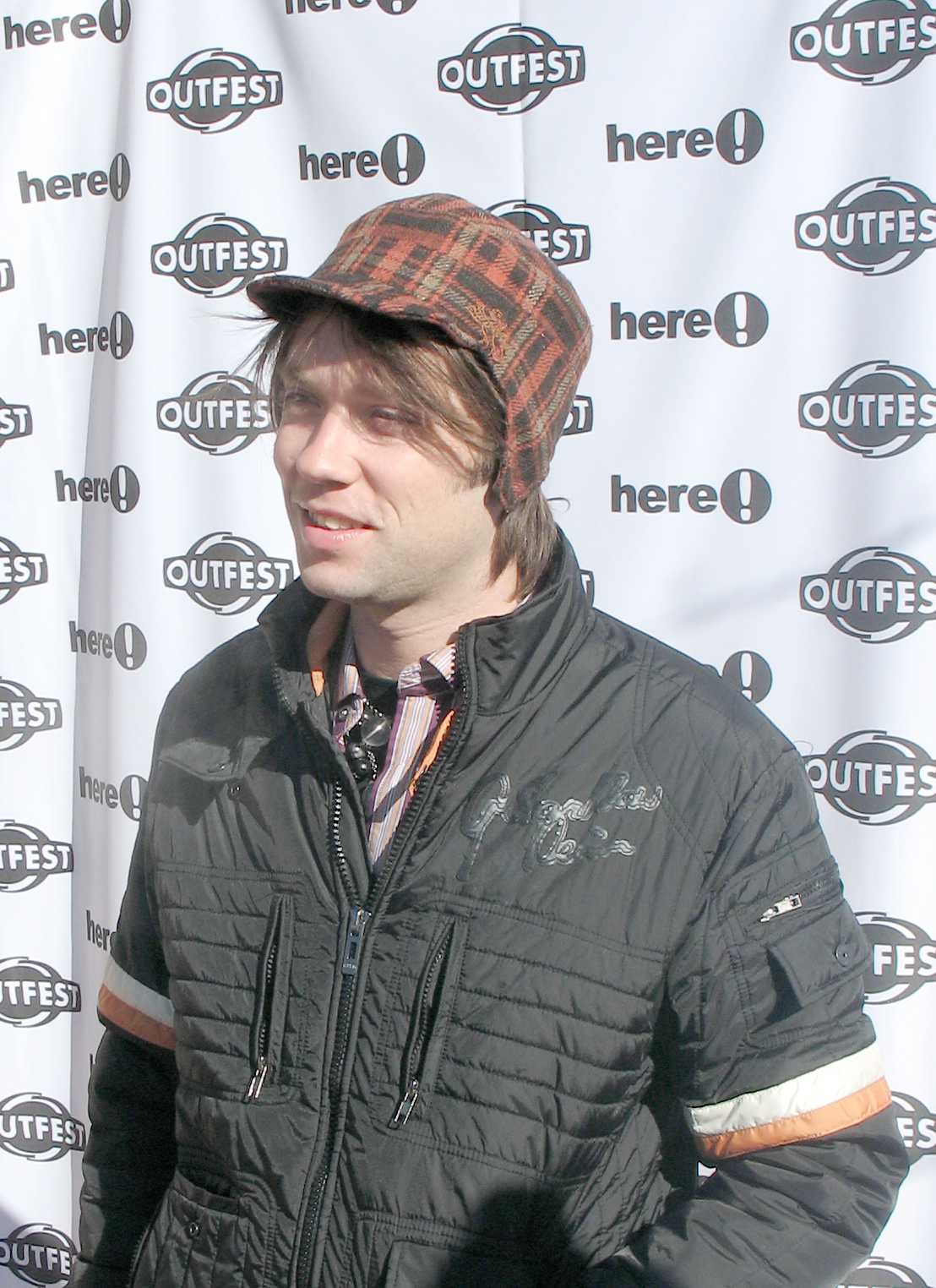
Rufus Wainwright en el festival de Sundance.

- Trouble in paradise (2020)

## Filmografía
- L'Âge des ténèbres (2007)
- I'm Your Man (2005)
- The Aviator (2004)
- Heights (2004)
- Tommy Tricker and the Stamp Traveller (1988)

## Premios
- 1989: Genie Awards, Best Original Song, "I'm A Runnin'"
- 1999: Juno Award, Best Alternative Album, Rufus Wainwright
- 1999: Oustanding Music Album, GLAAD Media Awards
- 1999: Debut Album of the Year, Gay/Lesbian American Music Awards
- 2002: Juno Award, Best Alternative Album, Poses

## Multimedia
- Rufus Wainwright - I'm a-runnin' (1989)
- Rufus Wainwright - Hallelujah (Leonard Cohen)
- Rufus Wainwright - Across the Universe (Lennon / McCartney)
- Rufus Wainwright - Rules & Regulations